# (65698) Emmarochelle
(65698) Emmarochelle (1991 TP16) – planetoida z grupy pasa głównego asteroid okrążająca Słońce w ciągu 4,17 lat w średniej odległości 2,59 j.a. Odkryta 6 października 1991 roku.